# Serge Besnard
Pour les articles homonymes, voir Besnard.
Serge Besnard est un footballeur français né le 6 avril 1949 à Paris et mort le 27 août 2002 à Fréjus.

## Biographie
Il a  évolué au Red Star et à Lille comme milieu de terrain. 
Puis il est parti pour Tours, où il a joué comme défenseur, avant de devenir l'entraîneur de l'équipe.

## Palmarès
- Champion de France D2 en 1984 avec le FC Tours